# Panicum missionum
Panicum missionum är en gräsart som beskrevs av Erik Leonard Ekman. Panicum missionum ingår i släktet vipphirser, och familjen gräs. Inga underarter finns listade i Catalogue of Life.